# Christina Wald
Christina Wald (geboren 1976) ist eine deutsche Anglistin und Literaturwissenschaftlerin und seit 2014 Professorin für Englische und Allgemeine Literaturwissenschaft an der Universität Konstanz.

## Leben
Christina Wald studierte Anglistik, Theater-, Film- und Fernsehwissenschaft und Germanistik an der Universität zu Köln und der University of Warwick und wurde 2006 in Köln promoviert. Im selben Jahr trat sie eine Wissenschaftliche Assistenz am Lehrstuhl für Englische Literaturwissenschaft der Universität Augsburg an, wo sie sich 2011 habilitierte. Weitere Forschungsaufenthalte und Lehrtätigkeiten führten sie an das Birkbeck College, London sowie an das Humanities Center at Harvard. 2013 wurde sie Professorin für Englische und Amerikanische Literatur- und Kulturwissenschaft mit dem Schwerpunkt Gender und Postcolonial Studies an der Humboldt-Universität zu Berlin, bevor sie 2014 auf die Professur für Englische und Allgemeine Literaturwissenschaft an der Universität Konstanz berufen wurde.
Von 2011 bis 2017 war die Vorstandsmitglied der deutschen Shakespeare-Gesellschaft und von 2013 bis 2021 Mitherausgeberin des Journals of Contemporary Drama in English (JCDE). Von 2017 bis 2018 war sie Fellow am Kulturwissenschaftlichen Kolleg des Exzellenzclusters „Kulturelle Grundlagen von Integration“
Christina Wald ist seit 2019 Direktorin des Zentrum für kulturwissenschaftliche Forschung.
Zu den Schwerpunkten in ihrer Forschung gehören zeitgenössisches Drama und Theater, Film und Fernsehserien, frühneuzeitliche Literatur, insbesondere Shakespeare, Literatur- und Kulturtheorie sowie Fragen zu Adaptionen, Intertextualität und Formenwanderung.

## Publikationen

### Monographien
- Shakespeare’s Serial Returns in Complex TV. New York / Basingstoke: Palgrave Macmillan, 2020, ISBN 978-3-030-46850-7.
- The Reformation of Romance: The Eucharist, Disguise, and Foreign Fashion in Early Modern Prose Fiction. Berlin: de Gruyter 2014 (= Anglia Book Series, Band 44), ISBN 978-3-11-034334-2.
- Hysteria, Trauma and Melancholia: Performative Maladies in Contemporary Anglophone Drama. New York / Basingstoke: Palgrave Macmillan 2007, ISBN 978-0-230-54712-4.

### Herausgeberschaften (Auswahl)
- mit Elisabeth Bronfen (Hrsg.): Shakespeare and Seriality. Page, Stage, Screen. The Arden Shakespeare, London 2025, ISBN  978-1-3504-3726-5 (Open access).
- mit Martin Middeke: The Literature of Melancholia: Early Modern to Postmodern. New York and Basingstoke: Palgrave Macmillan, 2011, ISBN 978-0-230-29372-4.

### Aufsätze (Auswahl)
- "European tragedy as requiem, ruin, revenant in Magnet Theatre’s Antigone (not quite/quiet) and Thomas Köck’s antigone. a requiem." South African Theatre Journal (2023).
- „Matchmaking and the Infrastructure of Romance: The One or What You Will?“ Figures of Pathos: Festschrift in Honor of Elisabeth Bronfen. Eds. Frauke Berndt, Isabel Karremann, and Klaus Müller-Wille. Würzburg: Königshausen & Neumann, 2023, 293-305.
- "Shakespeare in The Wilds: Experimenting with The Tempest." Adaptation 15.2 (2022): 264-284.
- "Shakespeare’s Suppliants: The ‘Rotten Custom’ of Ancient Asylum Seeking in Coriolanus." Classical Receptions Journal 14.1 (2022): 1–25.
- "Shakespeare’s Art of Entanglement: The Tempest’s Tragicomic Dramaturgy of Knotting and Untying." Shakespeare (2021).
- "The Spectral Returns of The Merchant of Venice in Marina Carr’s Portia Coughlan: 'Only his shadow?'." Shakespeare Bulletin 39.2 (2021): 241-260.
- "The Homeland of Coriolanus: War Homecomings between Shakespeare's Stage and Current Complex TV." Shakespeare and War Shakespeare Survey 72 (2019), 136-149.
- “‘Why Didn’t You Just Stay Where You Were, a Relic in the Memory of Poets?’: Yoruban Ritual and Sororal Commonality in Fémi Òsófisan’s Tègònni: An African Antigone.” The Journal of Commonwealth Literature 56.2 (2018): 201 –217.

## Belege
1. ↑  Humanities Center at Harvard; abgerufen am 6. Juli 2023.
2. ↑  Gremien des Zentrums für Kulturwissenschaftliche Forschung, Konstanz; abgerufen am 6. Juli 2023.

| Personendaten    | Personendaten                                      |
| ---------------- | -------------------------------------------------- |
| NAME             | Wald, Christina                                    |
| KURZBESCHREIBUNG | deutsche Anglistin- und Literaturwissenschaftlerin |
| GEBURTSDATUM     | 1976                                               |